# Дневник крестокрада (роман)
Дневник крестокрада (арм. Խաչագողի հիշատակարանը Хачагохи ишатакаранэ) — роман Акопа Мелика-Акопяна (Раффи) в жанре исторической драмы-детектива на армянском языке, написанный в 1890 году.

## Сюжет
Роман написан в виде дневника Мурада, который будучи подмастерьем кузнеца попал под воздействие Петроса и стал, как и он крестокрадом.
Крестокрады — это жулики-профессионалы, которые путешествуют по свету и специализируются на особом виде обмана: хорошо изучив культурные и религиозные традиции, принимают образ священников различных религий, втираются в доверие к людям, с целью грабежа и любого вида наживы, не гнушаясь ничем для достижения своих целей.
В течение своей жизни Мурад прошёл путь от вовлечения в преступную группу крестокрадов до исправления. Доверившись Петросу, он бросил свою работу и семью, изучил на практике все азы преступного мастерства, испытал предательство своего наставника, после чего раскаялся, исправился и нашёл свою любовь — цыганку Нене.

## Содержание

### Часть первая
- Что такое крестокрад?
- Первые капли яда
- Опять заблуждение
- Странствие
- Фальшивый аджи
- Маленький контрабандист

### Часть вторая
- Нвирак Иерусалима
- Передвижной магазин
- Второй шаг, убийство
- Жемчужины
- Раби Шимон
- Благодеяние
- Ангел спасения
- Совесть просыпается

### Часть третья
- Новый период
- Доблестные деяния
- Необъяснимые изменения
- Потерянный отец
- Секрет разрешается
- Попал в ловушку
- Она меня не оставила
- Расстрел
- Ссылка
- Его отнесли к числу мертвых
- Побег
- Любовь не терпит

### Часть четвертая
- История главаря разбойников. Первая ночь
- Вторая ночь
- Третья ночь
- Четвёртая ночь
- Пятая ночь
- Немой
- Мой новый воспитатель
- Белый домик
- Больница
- Приключения Нене
- Прощение
- Последняя встреча

## Факты
- Роман был издан в 1978 году, в Типографии №1 Госкомитета Совета Министров АрмССР по делам издательств, полиграфии и книжной торговли города Еревана.
- В 2010 году роман был экранизирован